# 囊果歹
囊果歹（？—1357年），元朝官员。
囊果歹担任四川行省平章政事。明玉珍据重庆，囊果歹与右丞完者都、参知政事赵资，各率兵至嘉定府路大佛寺，意图收复重庆。明玉珍派兵攻克成都，擒获囊果歹、赵资妻儿。囊果歹之妻说家族三世受羊皮宣命，为平章夫人，没有面目见祖宗于地下，于是自沉于江。明玉珍挥兵进战，元军大败，囊果歹、完者都、赵资都被擒获，明玉珍劝降。囊果歹说：“我是元朝懿亲，固无降理。一死之外，没有其他的话讲。”后三人都被明玉珍所杀。